# Theresianum (Mainz)
Das Theresianum ist ein privates Gymnasium in Mainz in kirchlicher Trägerschaft.

## Schulprofil
Das staatlich anerkannte Ganztagsgymnasium befindet sich in der katholischen Trägerschaft des Bistums Mainz bzw. der Schulgesellschaft St. Martinus gGmbH. Es wird auf DELF- und Cambridge-Zertifikate vorbereitet.
Das Theresianum setzt auf altsprachliche, Gesangs-, neusprachliche und Sportklassen. In der fünften Klasse wird mit zwei Fremdsprachen begonnen: Englisch/Latein oder Englisch/Französisch. Hinzu kommt die dritte Fremdsprache ab der 7. Jahrgangsstufe bzw. das Fach Informatik plus.
Das Theresianum ist Schule der Zukunft sowie Europa-, Hospitations- und Medienschule. Auf eine traditionelle Notengebung wird in den ersten Lernjahren verzichtet. In den Hauptfächern findet hierbei personalisiertes Lernen im eigenen Tempo statt, die auf sogenannte Könnensbeweise abzielen. In den Projektfächern Erdkunde, Religion und in den Naturwissenschaften steht kooperative Arbeiten an fachspezifischen und fächerübergreifenden Aufgabenstellungen im Vordergrund, wobei die Hälfte der Zeit dem „FREIDAY“ zugesprochen wird: Hier suchen die Schülerinnen und Schüler in selbstgewählten Projekten nach Antworten auf Zukunftsfragen, die sich an den Global Goals der Vereinten Nationen orientieren.
Jede Jahrgangsstufe nutzt jeweils eine Ebene des Schulgebäudes als Lernlandschaft, ihr sogenanntes Cluster. Darunter versteht man im modernen Schulbau ein Arrangement verschiedener funktionaler Lern- und Arbeitsräume. Sie bestehen aus unterschiedlichen Flächen und Räumen, die Individualisierung, Differenzierung und methodische Abwechslung im Unterricht ermöglichen, also ein Lernen in Vielfalt.

## Lage und Gebäude
Das Gymnasium befindet sich in Mainz-Oberstadt. In der Sporthalle des Theresianums trainiert der ASC Theresianum Mainz e.V.

## Geschichte
Gegründet wurde die Schule im Mai 1927 durch den Johannesbund e.V. in Leutesdorf am Rhein und zog im Folgejahr in das Christkönigshaus. 1932 zog das Progymnasium als Internat mit etwa 30–40 Schülern in ein Gebäude der ehemaligen Elisabethenkaserne nach Mainz, das als Theresienheim bezeichnet wurde. 1939 wurde die Schule geschlossen und das Inventar von den Nationalsozialisten beschlagnahmt. Nach Ende des 2. Weltkriegs wurde die Schule 1950 in dem stark beschädigten Gebäude als Private Höhere Lehranstalt wiedereröffnet. 1962 wurde die Schule auch für Schüler, die nicht in dem Internat untergebracht sind, geöffnet und 1967 der erste Abiturjahrgang verabschiedet. Nach dem ersten Spatenstich 1977 konnte 1981 das heutige Schulgebäude bezogen werden. Seit 2013 hat das Bistum Mainz die Trägerschaft inne.